# Ferwerderadiel
Ferwerderadiel (in olandese Ferwerandeel ) è una ex-municipalità dei Paesi Bassi di 8 841 abitanti situata nella provincia della Frisia.
Soppressa il 1º gennaio 2019, il suo territorio, assieme a quello delle ex-municipalità di Dongeradeel e di Kollumerland en Nieuwkruisland, è andato a formare la nuova municipalità di Noardeast-Fryslân.